# Impozitarea în Polonia
Taxele în Polonia sunt percepute de autoritățile centrale și locale. Cele mai relevante surse de venituri includ impozitul pe venit, asigurările sociale, impozitul pe profit și taxa pe valoarea adăugată, care sunt aplicate la nivel național.
Venitul realizat este supus unui impozit progresiv pe venit, care se aplică tuturor celor care fac parte din forța de muncă. În 2017, veniturile fiscale reprezentau 33,9% din PIB- ul țării.

## Taxa pe valoarea adaugata (TVA)
Sistemul de taxă pe valoarea adăugată a fost implementat în 1993 și este aplicat de către Ministerul Finanțelor.
Majoritatea comerțului cu mărfuri din Polonia este supus taxei pe valoarea adăugată. Baza de taxare este de 23%.
Există cote mai mici pentru produsele alimentare (5% și 8%) și excepții de la taxă (de exemplu, serviciile financiare și poștale).

## Grila impozitului pe venit în 2023
În 2023, suma scutită de impozit este de 30.000 PLN pentru fiecare venit și este dedusă din salariu în fiecare lună.
| Venitul anual       | Impozitul pe venit                                                   |
| ------------------- | -------------------------------------------------------------------- |
| 0 PLN - 120.000 PLN | 12% minus reducerea impozitului (3.600 PLN, 300 PLN în fiecare lună) |
| peste 120.000 PLN   | 10.800 PLN + 32% din excedentul de peste 120.000 PLN                 |

## Contribuții la asigurările sociale în 2023
Taxele de mai jos se aplică în limita de salariu de 208.050 PLN.
| Polita de asigurare                           | Total       | Angajat % (din salariul total brut) | Angajatorul % (din salariul total brut)                                    |
| --------------------------------------------- | ----------- | ----------------------------------- | -------------------------------------------------------------------------- |
| Pensie și asigurare de invaliditate           | 27,52%      | 11,26%                              | 16,26%                                                                     |
| Asigurare de boală                            | 2,45%       | 2,45%                               | -                                                                          |
| Asigurare de accident                         | 0,67%-3,33% | -                                   | 1,67% (până la 9 angajați)                                                 |
| Asigurare de accident                         | 0,67%-3,33% | -                                   | 0,67%-3,33% (mai mult de 9 angajați - rata depinde de sectorul de afaceri) |
| Fondul Muncii                                 | 2,45%       | -                                   | 2,45%                                                                      |
| Fondul de beneficii garantate pentru angajați | 0,10%       | -                                   | 0,10%                                                                      |